# NBL 2016/17
Die NBL 2016/17 war die 39. Austragung der australasischen National Basketball League. Die mit sieben Teams aus Australien und einem Team aus Neuseeland ausgetragene Meisterschaft begann am 6. Oktober 2016 und endete am 5. März 2017. Im Finale konnte sich die Perth Wildcats in der Best-of-Five-Serie gegen die Illawarra Hawks in drei Spielen durchsetzen und damit ihren achten Meistertitel erringen.

## Modus
Jedes Team trägt in der regulären Saison 14 Heim- und 14 Auswärtsspiele aus. Die in der Endtabelle auf den ersten vier Plätzen stehenden Teams qualifizieren sich für die Playoffs. Das beste Team der Hauptrunde spielt im Halbfinale gegen den Vierten, während der Zweite gegen den Dritten spielt. Im Halbfinale gilt der Best-of-Three-Modus, während im Finale der Best-of-Five-Modus angewendet wird.

## Tabelle
Abschlusstabelle nach Ende der Hauptrunde
- Für die Play-offs qualifiziert

| Pl. | Team                 | Spiele | Siege | Niederlagen | Siegquote | Punkte+ | Punkte- | Punktedifferenz | Heimbilanz | Auswärtsbilanz |
| --- | -------------------- | ------ | ----- | ----------- | --------- | ------- | ------- | --------------- | ---------- | -------------- |
| 01. | Adelaide 36ers       | 28     | 17    | 11          | 60,71 %   | 2582    | 2505    | +77             | 9:5        | 8:6            |
| 02. | Cairns Taipans       | 28     | 15    | 13          | 53,57 %   | 2305    | 2301    | +4              | 10:4       | 5:9            |
| 03. | Perth Wildcats       | 28     | 15    | 13          | 53,57 %   | 2294    | 2257    | +37             | 9:5        | 7:7            |
| 04. | Illawarra Hawks      | 28     | 15    | 13          | 53,57 %   | 2486    | 2444    | +42             | 9:5        | 6:8            |
| 05. | New Zealand Breakers | 28     | 14    | 14          | 50,00 %   | 2353    | 2387    | −34             | 9:5        | 5:9            |
| 06. | Melbourne United     | 28     | 13    | 15          | 46,43 %   | 2351    | 2337    | +14             | 9:5        | 4:10           |
| 07. | Sydney Kings         | 28     | 13    | 15          | 46,43 %   | 2295    | 2311    | −16             | 7:7        | 6:8            |
| 08. | Brisbane Bullets     | 28     | 10    | 18          | 35,71 %   | 2268    | 2392    | −124            | 6:8        | 4:10           |

## Play-offs

### Modus
Die auf den ersten vier Plätzen der Abschlusstabelle der regulären Saison platzierten Mannschaften qualifizieren sich für die Play-offs. Die beste Mannschaft tritt dabei gegen die viertbeste und die zweitbeste gegen die drittbeste Mannschaft an. Das Halbfinale wird im Best-of-three-Modus und das Finale im Best-of-five-Modus entschieden.

### Spiele
|  | Halbfinale | Halbfinale      | Halbfinale | Halbfinale | Halbfinale |  |  | Finale | Finale          | Finale | Finale | Finale |
|  |            |                 |            |            |            |  |  |        |                 |        |        |        |
|  |            |                 |            |            |            |  |  |        |                 |        |        |        |
|  | 1          | Adelaide 36ers  | 93         | 94         | 98         |  |  |        |                 |        |        |        |
|  | 4          | Illawarra Hawks | 78         | 100        | 106        |  |  |        |                 |        |        |        |
|  |            |                 |            |            |            |  |  | 3      | Perth Wildcats  | 89     | 89     | 95     |
|  |            |                 |            |            |            |  |  | 2      | Illawarra Hawks | 77     | 77     | 86     |
|  | 2          | Cairns Taipans  | 69         | 66         |            |  |  |        |                 |        |        |        |
|  | 3          | Perth Wildcats  | 91         | 74         |            |  |  |        |                 |        |        |        |
|  |            |                 |            |            |            |  |  |        |                 |        |        |        |

### Spielstatistiken
Halbfinale
| 16. Februar 2017 19:00 Uhr | boxscore | Adelaide 36ers 93, Illawarra Hawks 78                           | Adelaide 36ers 93, Illawarra Hawks 78 | Adelaide 36ers 93, Illawarra Hawks 78                 | Titanium Security Arena, Adelaide Zuschauer: 5056 | Fox Sports |
| 16. Februar 2017 19:00 Uhr | boxscore | Punkte pro Viertel: 24:27, 28:15, 21:23, 20:13                  |                                       |                                                       | Titanium Security Arena, Adelaide Zuschauer: 5056 | Fox Sports |
| 16. Februar 2017 19:00 Uhr | boxscore | Punkte: Randle 26 Rebounds: Hodgson 11 Assists: Randle, Sobey 4 |                                       | Punkte: Coenraad 26 Rebounds: Ogilvy 9 Assists: Kay 4 | Titanium Security Arena, Adelaide Zuschauer: 5056 | Fox Sports |
| 16. Februar 2017 19:00 Uhr | boxscore | Adelaide 36ers führt in der Serie 1:0                           |                                       |                                                       | Titanium Security Arena, Adelaide Zuschauer: 5056 | Fox Sports |

| 19. Februar 2017 15:00 Uhr | boxscore | Illawarra Hawks 100, Adelaide 36ers 94                         | Illawarra Hawks 100, Adelaide 36ers 94 | Illawarra Hawks 100, Adelaide 36ers 94                  | WIN Entertainment Centre, Wollongong Zuschauer: 3500 | Fox Sports |
| 19. Februar 2017 15:00 Uhr | boxscore | Punkte pro Viertel: 28:22, 26:27, 25:29, 21:16                 |                                        |                                                         | WIN Entertainment Centre, Wollongong Zuschauer: 3500 | Fox Sports |
| 19. Februar 2017 15:00 Uhr | boxscore | Punkte: Coenraad, Norton 17 Rebounds: Ogilvy 11 Assists: Kay 5 |                                        | Punkte: Randle 20 Rebounds: Hodgson 8 Assists: Randle 7 | WIN Entertainment Centre, Wollongong Zuschauer: 3500 | Fox Sports |
| 19. Februar 2017 15:00 Uhr | boxscore | Serie ausgeglichen 1:1                                         |                                        |                                                         | WIN Entertainment Centre, Wollongong Zuschauer: 3500 | Fox Sports |

| 23. Februar 2017 19:00 Uhr | boxscore | Adelaide 36ers 98, Illawarra Hawks 106               | Adelaide 36ers 98, Illawarra Hawks 106 | Adelaide 36ers 98, Illawarra Hawks 106                 | Titanium Security Arena, Adelaide Zuschauer: 3500 Schiedsrichter: M. Aylen, V. Mayberry, C. Reid | Fox Sports |
| 23. Februar 2017 19:00 Uhr | boxscore | Punkte pro Viertel: 18-27, 24-29, 22-26, 34-24       |                                        |                                                        | Titanium Security Arena, Adelaide Zuschauer: 3500 Schiedsrichter: M. Aylen, V. Mayberry, C. Reid | Fox Sports |
| 23. Februar 2017 19:00 Uhr | boxscore | Punkte: Randle 26 Rebounds: Teys 8 Assists: Randle 6 |                                        | Punkte: Clarke 20 Rebounds: Forman 6 Assists: Martin 4 | Titanium Security Arena, Adelaide Zuschauer: 3500 Schiedsrichter: M. Aylen, V. Mayberry, C. Reid | Fox Sports |
| 23. Februar 2017 19:00 Uhr | boxscore | Illawarra Hawks gewinnt die Serie 2:1                |                                        |                                                        | Titanium Security Arena, Adelaide Zuschauer: 3500 Schiedsrichter: M. Aylen, V. Mayberry, C. Reid | Fox Sports |

| 17. Februar 2017 18:30 Uhr | boxscore | Cairns Taipans 69, Perth Wildcats 91                             | Cairns Taipans 69, Perth Wildcats 91 | Cairns Taipans 69, Perth Wildcats 91                                    | Cairns Convention Centre, Cairns Zuschauer: 5200 Schiedsrichter: V. Mayberry, C. Reid, B. Hogan | Fox Sports |
| 17. Februar 2017 18:30 Uhr | boxscore | Punkte pro Viertel: 21:31, 16:17, 20:22, 12:21                   |                                      |                                                                         | Cairns Convention Centre, Cairns Zuschauer: 5200 Schiedsrichter: V. Mayberry, C. Reid, B. Hogan | Fox Sports |
| 17. Februar 2017 18:30 Uhr | boxscore | Punkte: Trice 15 Rebounds: McCarron 7 Assists: Cameron Gliddon 5 |                                      | Punkte: Cotton 34 20 Rebounds: Matthew Knight 6 Assists: Bryce Cotton 5 | Cairns Convention Centre, Cairns Zuschauer: 5200 Schiedsrichter: V. Mayberry, C. Reid, B. Hogan | Fox Sports |
| 17. Februar 2017 18:30 Uhr | boxscore | Perth Wildcats führt in der Serie mit 1:0                        |                                      |                                                                         | Cairns Convention Centre, Cairns Zuschauer: 5200 Schiedsrichter: V. Mayberry, C. Reid, B. Hogan | Fox Sports |

| 20. Februar 2017 18:30 Uhr | boxscore | Perth Wildcats 74, Cairns Taipans 66                               | Perth Wildcats 74, Cairns Taipans 66 | Perth Wildcats 74, Cairns Taipans 66                  | Perth Arena, Perth Zuschauer: 10.993 | Fox Sports |
| 20. Februar 2017 18:30 Uhr | boxscore | Punkte pro Viertel: 16:8, 21:14, 15:22, 22:22                      |                                      |                                                       | Perth Arena, Perth Zuschauer: 10.993 | Fox Sports |
| 20. Februar 2017 18:30 Uhr | boxscore | Punkte: Prather 24 Rebounds: Prather 10 Assists: Cotton, Prather 4 |                                      | Punkte: Trice 22 Rebounds: Gliddon 8 Assists: Trice 5 | Perth Arena, Perth Zuschauer: 10.993 | Fox Sports |
| 20. Februar 2017 18:30 Uhr | boxscore | Perth Wildcats gewinnt die Serie mit 2:0                           |                                      |                                                       | Perth Arena, Perth Zuschauer: 10.993 | Fox Sports |

Finale
| 26. Februar 2017 16:00 Uhr | boxscore | Perth Wildcats 89, Illawarra Hawks 77                             | Perth Wildcats 89, Illawarra Hawks 77 | Perth Wildcats 89, Illawarra Hawks 77                 | Perth Arena, Perth Zuschauer: 10.828 | Fox Sports |
| 26. Februar 2017 16:00 Uhr | boxscore | Punkte pro Viertel: 21:26, 21:16, 26:20, 21:15                    |                                       |                                                       | Perth Arena, Perth Zuschauer: 10.828 | Fox Sports |
| 26. Februar 2017 16:00 Uhr | boxscore | Punkte: Prather 22 Rebounds: Knight 11 Assists: Martin, Prather 5 |                                       | Punkte: Ellis 12 Rebounds: Ogilvy 6 Assists: Clarke 6 | Perth Arena, Perth Zuschauer: 10.828 | Fox Sports |
| 26. Februar 2017 16:00 Uhr | boxscore | Perth Wildcats führt in der Serie mit 1:0                         |                                       |                                                       | Perth Arena, Perth Zuschauer: 10.828 | Fox Sports |

| 1. März 2017 19:30 Uhr | boxscore | Illawarra Hawks 77, Perth Wildcats 89                        | Illawarra Hawks 77, Perth Wildcats 89 | Illawarra Hawks 77, Perth Wildcats 89                            | WIN Entertainment Centre, Wollongong Zuschauer: 5036 | Fox Sports |
| 1. März 2017 19:30 Uhr | boxscore | Punkte pro Viertel: 24:18, 21:22, 14:23, 18:26               |                                       |                                                                  | WIN Entertainment Centre, Wollongong Zuschauer: 5036 | Fox Sports |
| 1. März 2017 19:30 Uhr | boxscore | Punkte: Clarke, Ogilvy 21 Rebounds: Ogilvy 10 Assists: Kay 5 |                                       | Punkte: Cotton 20 Rebounds: Brandt 11 Assists: Martin, Prather 6 | WIN Entertainment Centre, Wollongong Zuschauer: 5036 | Fox Sports |
| 1. März 2017 19:30 Uhr | boxscore | Perth Wildcats führt in der Serie mit 2:0                    |                                       |                                                                  | WIN Entertainment Centre, Wollongong Zuschauer: 5036 | Fox Sports |

| 5. März 2017 12:00 Uhr | boxscore | Perth Wildcats 85, Illawarra Hawks 86                                  | Perth Wildcats 85, Illawarra Hawks 86 | Perth Wildcats 85, Illawarra Hawks 86                                       | Perth Arena, Perth Zuschauer: 13.611 | Fox Sports |
| 5. März 2017 12:00 Uhr | boxscore | Punkte pro Viertel: 26:17, 20:24, 25:22, 24:23                         |                                       |                                                                             | Perth Arena, Perth Zuschauer: 13.611 | Fox Sports |
| 5. März 2017 12:00 Uhr | boxscore | Punkte: Cotton 45 Rebounds: Brandt, McKay 7 Assists: Brandt, Prather 4 |                                       | Punkte: Clarke 30 Rebounds: Ogilvy 7 Assists: Clarke, Harris, Kay, Norton 3 | Perth Arena, Perth Zuschauer: 13.611 | Fox Sports |
| 5. März 2017 12:00 Uhr | boxscore | Perth Wildcats gewinnt die Serie mit 3:0                               |                                       |                                                                             | Perth Arena, Perth Zuschauer: 13.611 | Fox Sports |

## Spielerstatistiken
Alle Statistiken beziehen sich auf die reguläre Saison + die Play-off-Spiele.
| Platz | Name          | Team                 | Spiele | Schnitt |
| ----- | ------------- | -------------------- | ------ | ------- |
| 1.    | Bryce Cotton  | Perth Wildcats       | 16     | 23,1    |
| 2.    | Casper Ware   | Sydney Kings         | 18     | 22,1    |
| 3.    | Jerome Randle | Adelaide 36ers       | 31     | 21,3    |
| 4.    | Casey Prather | Brisbane Bullets     | 32     | 19,5    |
| 5.    | Kevin Dillard | New Zealand Breakers | 9      | 18,1    |

| Platz | Name           | Team                   | Spiele | Schnitt |
| ----- | -------------- | ---------------------- | ------ | ------- |
| 1.    | Josh Boone     | Illawarra Hawks        | 12     | 9,3     |
| 2.    | Torrey Craig   | Brisbane Bullets       | 28     | 8,0     |
| 3.    | Daniel Johnson | S.E. Melbourne Phoenix | 35     | 7,0     |
| 4.    | Andrew Ogilvy  | Illawarra Hawks        | 34     | 7,6     |
| 5.    | Akil Mitchell  | New Zealand Breakers   | 25     | 7,2     |

| Platz | Name           | Team                 | Spiele | Schnitt |
| ----- | -------------- | -------------------- | ------ | ------- |
| 1.    | Cedric Jackson | Illawarra Hawks      | 9      | 5,6     |
| 2.    | Ben Woodside   | New Zealand Breakers | 6      | 5,5     |
| 3.    | Jerome Randle  | Adelaide 36er        | 31     | 5,3     |
| 4.    | Kevin Dillard  | New Zealand Breakers | 9      | 4,8     |
| 5.    | Casper Ware    | Sydney Kings         | 18     | 4,5     |

| Platz | Name             | Team                 | Spiele | Schnitt |
| ----- | ---------------- | -------------------- | ------ | ------- |
| 1.    | Casey Prather    | Brisbane Bullets     | 32     | 1,6     |
| 2.    | Kevin Dillard    | New Zealand Breakers | 9      | 1,6     |
| 3.    | Greg Whittington | Sydney Kings         | 28     | 1,5     |
| 4.    | Cedric Jackson   | Illawarra Hawks      | 9      | 1,4     |
| 5.    | Ben Woodside     | New Zealand Breakers | 6      | 1,3     |

| Platz | Name             | Team             | Spiele | Schnitt |
| ----- | ---------------- | ---------------- | ------ | ------- |
| 1.    | Andrew Ogilvy    | Illawarra Hawks  | 34     | 1,5     |
| 2.    | Jameel McKay     | Perth Wildcats   | 33     | 1,4     |
| 3.    | Alex Pledger     | Melbourne United | 28     | 1,2     |
| 4.    | Josh Boone       | Illawarra Hawks  | 12     | 1,1     |
| 5.    | Greg Whittington | Sydney Kings     | 28     | 0,9     |

## Individuelle Auszeichnungen
- Most Valuable Player der regulären Saison (Andrew Gaze Trophy): Jerome Randle (Adelaide 36ers)
- Rookie of the Year: Anthony Drmic (Adelaide 36ers)
- Best Defensive Player (Damian Martin Trophy): Torrey Craig (Brisbane Bullets)
- Best Sixth Man: Rotnei Clarke (Illawarra Hawks)
- Most Improved Player: Nathan Sobey (Adelaide 36ers)
- Coach of the Year (Lindsay Gaze Trophy): Joey Wright (Adelaide 36ers)
- Referee of the Year: Vaughan Mayberry
- All-NBL First Team:
  - Jerome Randle (Adelaide 36ers)
  - Casper Ware (Melbourne United)
  - Casey Prather (Perth Wildcats)
  - Daniel Johnson (Adelaide 36ers)
  - Andrew Ogilvy (Illawarra Hawks)
- All-NBL Second Team:
  - Kevin Lisch (Sydney Kings)
  - Nathan Sobey (Adelaide 36ers)
  - Brad Newley (Sydney Kings)
  - Torrey Craig (Brisbane Bullets)
  - Daniel Kickert (Brisbane Bullets)

- Grand Final Series MVP (Larry Sengstock Medal): Bryce Cotton (Perth Wildcats)